# Daucosma laciniatum
Daucosma laciniatum là một loài thực vật có hoa trong họ Hoa tán. Loài này được Engelm. & A.Gray mô tả khoa học đầu tiên năm 1850.